# ×Elyleymus colvillensis
XElyleymus colvillensis là một loài thực vật có hoa trong họ Hòa thảo. Loài này được (Lepage) Barkworth miêu tả khoa học đầu tiên năm 1984.